# عبد الجد بن ربيعة الحكمي
الصحابي الجليل عبد الجد بن ربيعة الحكمي 

## نسبه
هو عبد الجد بن ربيعة بن حجر بن عبد الله بن المتبيض بن عوف بن حبيب بن غنم بن حرث بن سفيان بن سلهم بن الحكم. والحكم نسبهم مختلف بين الهون بن خزيمة وسعد العشيرة.

## إسلامه
أسلم عام الوفود في السنة العاشرة للهجرة النبوية. حين وفد على النبي في قومه. ترجم له ابن حجر العسقلاني وأورد أنه كان عند النبي محمد وعنده ناس من أهل اليمن، فدعا النبي محمد للقوم بماء فلم يشرب أحدٌ إلا النبي ورجلٌ يستره فقال عيينة بن حصن: ما هذه السُنَّـة يا رسول الله؟ فقال النبي: «الحياء رُزِقَهُ أهل اليمن إذ حرمه قومك».